# 도요타마에정
도요타마에정(豊田前町)은 일본 야마구치현 도요우라군에 설치되었던 정이다. 현재의 미네시의 일부에 해당한다.